# Shunsuke Mito
Shunsuke Mito (Yamaguchi, 28 september 2002) is een Japans voetballer die doorgaans speelt als vleugelspeler. In januari 2024 verruilde hij Albirex Niigata voor Sparta Rotterdam.

## Clubcarrière
Mito speelde in de JFA Academy en maakte in 2020 de overstap naar Albirex Niigata, actief op het tweede niveau. Hier maakte hij ook zijn debuut, toen op 21 februari 2021 met 1–4 gewonnen werd op bezoek bij Giravanz Kitakyushu. Mito mocht van coach Albert Puig in de laatste minuut van de reguliere speeltijd als invaller het veld betreden. De maand erna, op 27 maart, kwam hij voor het eerst tot scoren. In de vierde minuut van de blessuretijd van de tweede helft maakte hij het laatst doelpunt tegen Tokyo Verdy, waardoor met 7–0 werd gewonnen. Tijdens zijn tweede seizoen in het eerste elftal werd Mito met Albirex Niigata kampioen, waardoor promotie naar de J1 League behaald werd. Op dit niveau eindigde de club op de tiende plaats en Mito werd aan het einde van het jaar verkozen tot grootste talent van de competitie.
In januari 2024 verkaste hij naar Sparta Rotterdam, waar hij zijn handtekening zette onder een verbintenis voor de duur van vierenhalf jaar. Met zijn komst werd hij de eerste Sparta-aankoop van een speler buiten de Europese Unie ooit. Voor deze spelers moet een hoger basissalaris betaald worden. Tijdens de eerste wedstrijd na de winterstop, tegen Fortuna Sittard, mocht hij van coach Jeroen Rijsdijk direct in de basis beginnen. Na ruim een half uur spelen opende hij op aangeven van Joshua Kitolano de score. Uiteindelijk won Sparta deze wedstrijd met 0–2 door een doelpunt van Metinho.

## Clubstatistieken
| Seizoen | Club             | Competitie | Competitie | Competitie | Beker | Beker | Internationaal | Internationaal | Nacompetitie | Nacompetitie | Totaal | Totaal |
| Seizoen | Club             | Competitie | Wed.       | Dlp.       | Wed.  | Dlp.  | Wed.           | Dlp.           | Wed.         | Dlp.         | Wed.   | Dlp.   |
| ------- | ---------------- | ---------- | ---------- | ---------- | ----- | ----- | -------------- | -------------- | ------------ | ------------ | ------ | ------ |
| 2021    | Albirex Niigata  | J2 League  | 25         | 2          | 2     | 1     | —              | —              | —            | —            | 27     | 3      |
| 2022    | Albirex Niigata  | J2 League  | 24         | 6          | 0     | 0     | —              | —              | —            | —            | 24     | 6      |
| 2023    | Albirex Niigata  | J1 League  | 31         | 4          | 4     | 0     | —              | —              | —            | —            | 35     | 4      |
| 2023/24 | Sparta Rotterdam | Eredivisie | 18         | 2          | 0     | 0     | —              | —              | 1            | 0            | 19     | 2      |
| 2024/25 | Sparta Rotterdam | Eredivisie | 30         | 5          | 2     | 0     | —              | —              | —            | —            | 32     | 5      |
| Totaal  | Totaal           | Totaal     | 128        | 19         | 8     | 1     | 0              | 0              | 1            | 0            | 137    | 20     |

Bijgewerkt op 2 juni 2025.

## Interlandcarrière
Mito werd in mei 2025 voor het eerst opgeroepen voor het Japans voetbalelftal.

## Erelijst
| J2 League | 1 | 2022 |